# Carposina asbolopis
Carposina asbolopis is een vlinder uit de familie van de Carposinidae. De wetenschappelijke naam van de soort is voor het eerst geldig gepubliceerd in 1928 door Meyrick.